# Waldmeister-Halskraut
Das Waldmeister-Halskraut (Trachelium asperuloides, Syn.: Campanula asperuloides) ist eine Pflanzenart aus der Gattung der Halskräuter (Trachelium) und der Familie der Glockenblumengewächse (Campanulaceae).

## Merkmale
Das Waldmeister-Halskraut ist eine ausdauernde, krautige Polsterpflanze, die Wuchshöhen von 2 bis 4 Zentimeter erreicht. Die immergrüne Art bildet eine Pleiokorm-Wurzel aus. Die Blätter sind 5 Millimeter lang und eiförmig. Die Blüten sind einzeln oder zu zwei bis fünf in Gruppen angeordnet. Die Krone ist rosa gefärbt.
Die Blütezeit reicht von Juli bis August.

## Vorkommen
Das Waldmeister-Halskraut kommt in Süd-Griechenland in montanen Kalkfelsspalten vor.

## Taxonomie
Das Waldmeister-Halskraut wurde 1856 von Edmond Boissier und Theodoros Georgios Orphanides in Diagnoses Plantarum Orientalium novarum Serie 2 Band 3 Seite 117 als Trachelium asperuloides erstbeschrieben. Das Epitheton "asperuloides" weist auf eine Ähnlichkeit mit der Meier-Art (Asperula arcadiensis) hin. Der deutsche Name "Waldmeister-Halskraut" ist also nicht richtig gewählt, denn die Ähnlichkeit bezieht sich auf eine Meier-Art und nicht auf den Waldmeister (Galium odoratum). Die Art wurde 1897 von Hermann August Theodor Harms in Engler & Prantl: Die Natürlichen Pflanzenfamilien nebst ihren Gattungen und wichtigeren Arten. Nachträge zum II bis IV Teil Band 1 Seite 319 als Campanula asperuloides (Boiss. & Orph.) Harms in die Gattung Campanula gestellt.

## Nutzung
Die Art wird selten als Zierpflanze für Steingärten genutzt.

## Belege
- Eckehart J. Jäger, Friedrich Ebel, Peter Hanelt, Gerd K. Müller (Hrsg.): Exkursionsflora von Deutschland. Begründet von Werner Rothmaler. Band 5: Krautige Zier- und Nutzpflanzen. Springer, Spektrum Akademischer Verlag, Berlin/Heidelberg 2008, ISBN 978-3-8274-0918-8.